# Apomatus lilliei
Apomatus lilliei är en ringmaskart som beskrevs av Benham 1927. Apomatus lilliei ingår i släktet Apomatus och familjen Serpulidae.
Artens utbredningsområde är havet kring Nya Zeeland. Inga underarter finns listade i Catalogue of Life.